# Butelua

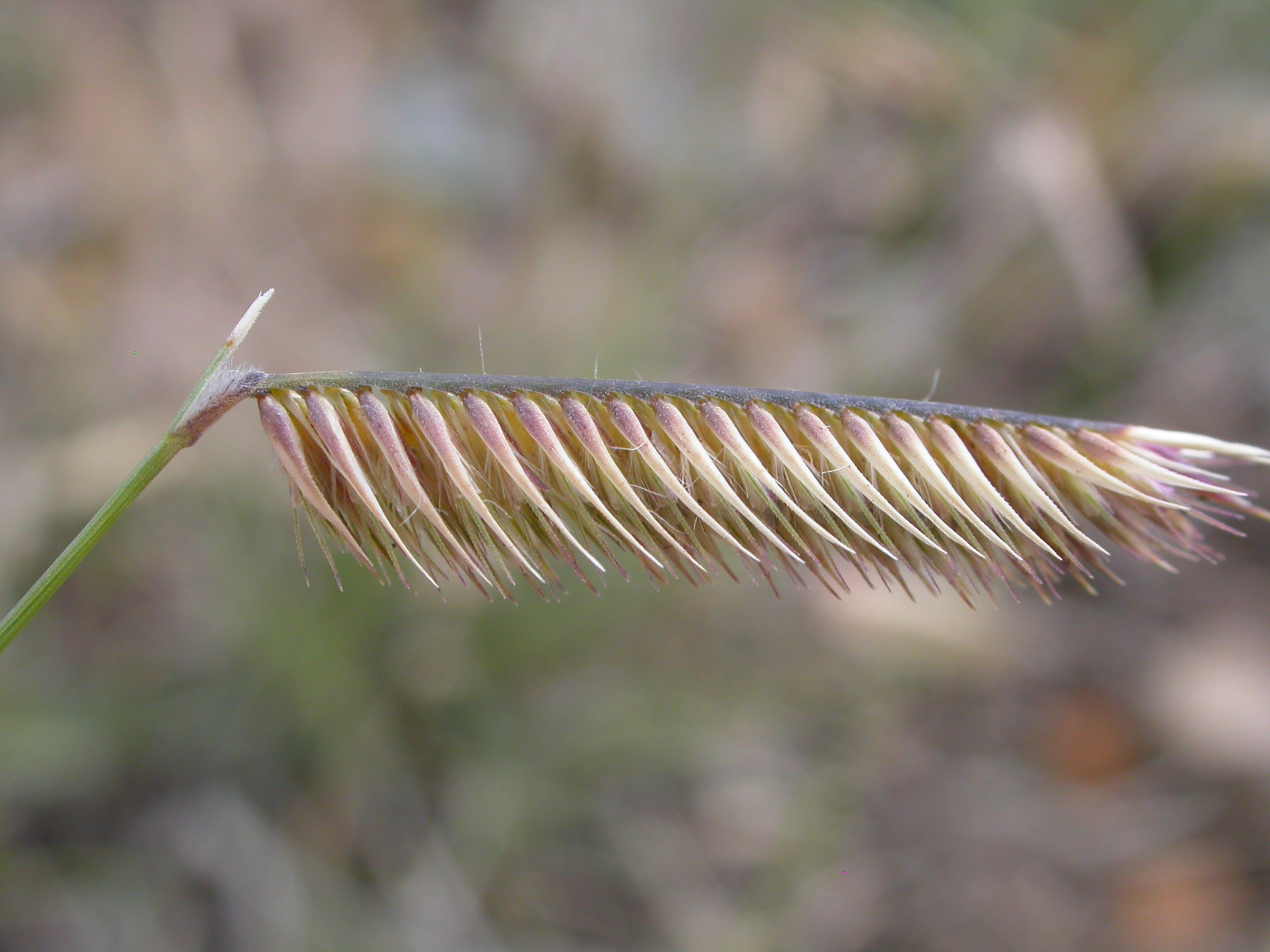
Kwiatostan butelei smukłej

Butelua (Bouteloua Lag.) – rodzaj roślin należący do rodziny wiechlinowatych. Należy do niego 56 gatunków. Rośliny te występują w Ameryce Północnej i Południowej – od Kanady po Argentynę. Odgrywają istotną rolę w formacjach trawiastych, np. na preriach.
Liczne gatunki są ważnymi trawami pastewnymi, niektóre uprawiane są jako ozdobne, także w składzie mieszanek trawnikowych i stosowanych przy zadarnianiu powierzchni narażonych na erozję.

## Morfologia

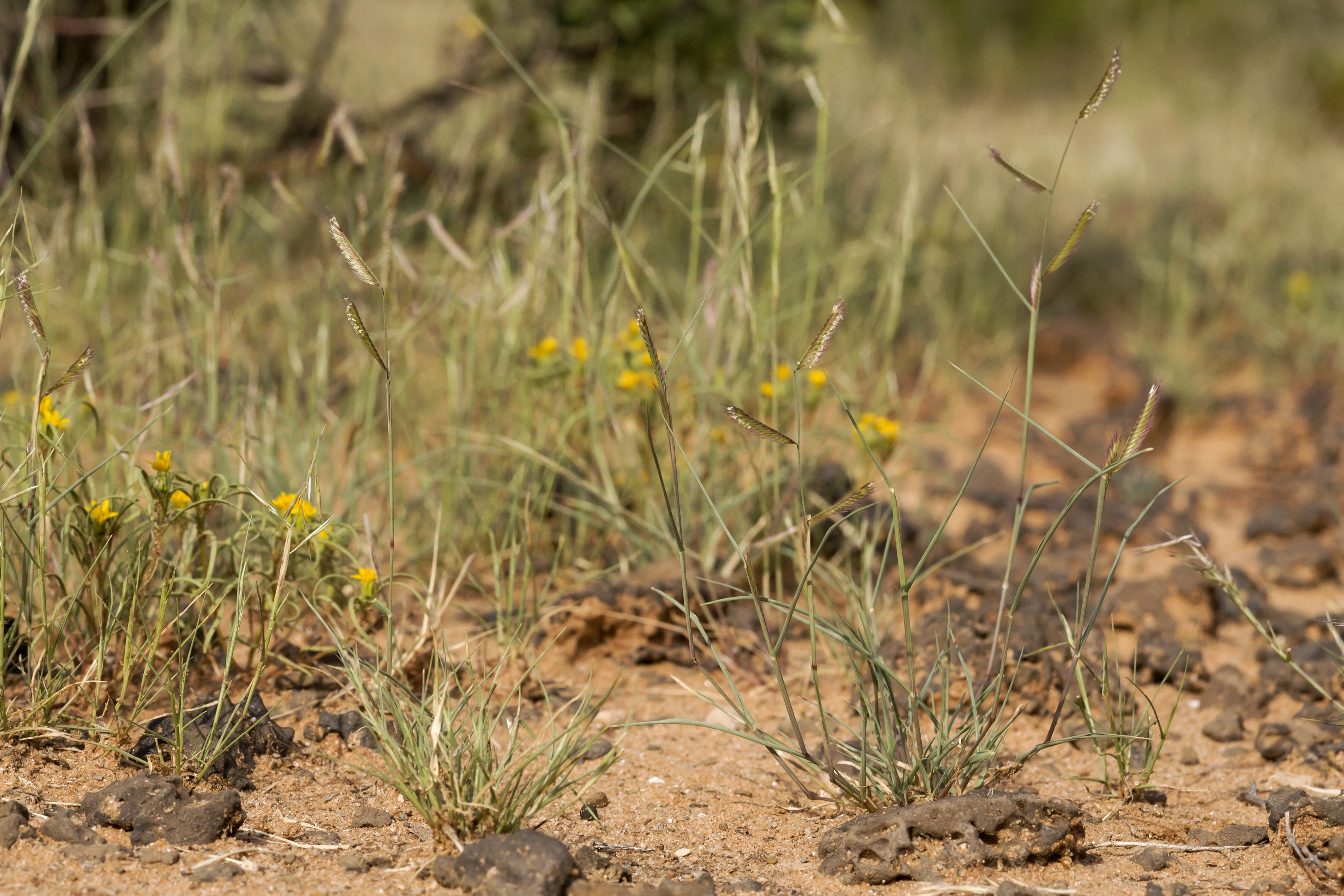
Bouteloua barbata

PokrójRośliny roczne i byliny, kłączowe (kłącza długie i krótkie) oraz kępkowe. Źdźbła zwykle prosto wzniesione, czasem kolankowato podnoszące się lub płożące, osiągające u różnych gatunków do kilku lub nawet 200 cm długości.
LiścieNitkowate lub równowąskie, zwykle sztywne. Języczek liściowy błoniasty, czasem na krawędzi orzęsiony lub frędzlowato postrzępiony.
KwiatyObupłciowe lub jednopłciowe zebrane kłoski tworzące grona wzdłuż centralnej osi kwiatostanu. Końce osi kwiatostanu są nagie, czasem rozwidlone. Grona odstają od osi kwiatostanu pod różnymi kątami – bywają wzniesione, odchylone lub silnie odgięte. Kłoski zwykle spłaszczone bocznie lub doosiowo ułożone są w gronach jednostronnie. Kłosków w jednym gronie jest od kilku do ok. 20. W kłoskach jeden kwiat jest płodny, nad nim znajduje się jeden do trzech kwiatów płonnych. Plewy są zaostrzone, wąskie, dolna czasem bywa jajowata. Plewki nagie lub owłosione, są zaostrzone lub zakończone trzema ząbkami, zwykle zakończone też ośćmi.
OwoceJajowate lub elipsoidalne ziarniaki.

## Systematyka
Pozycja systematyczna
Rodzaj należący do rodziny wiechlinowatych (Poaceae), rzędu wiechlinowców (Poales). W obrębie rodziny należy do podrodziny Chloridoideae, plemienia Cynodonteae i podplemienia Boutelouinae. W tradycyjnym ujęciu rodzaj jest parafiletyczny z zagnieżdżonym w jego obrębie szeregiem  drobnych rodzajów, które postuluje się tu włączyć.
Wykaz gatunków
- Bouteloua alamosana Vasey
- Bouteloua americana (L.) Scribn.
- Bouteloua annua Swallen
- Bouteloua aristidoides (Kunth) Griseb.
- Bouteloua barbata Lag.
- Bouteloua bracteata (McVaugh) Columbus
- Bouteloua breviseta Vasey ex J.M.Coult.
- Bouteloua chasei Swallen
- Bouteloua chondrosioides (Kunth) Benth. ex S.Watson
- Bouteloua curtipendula (Michx.) Torr. – butelua groniasta[5][6]
- Bouteloua dactyloides (Nutt.) Columbus
- Bouteloua dimorpha Columbus
- Bouteloua distans Swallen
- Bouteloua disticha (Kunth) Benth.
- Bouteloua diversispicula Columbus
- Bouteloua elata Reeder & C.Reeder
- Bouteloua eludens Griffiths
- Bouteloua erecta (Vasey & Hack.) Columbus
- Bouteloua eriopoda (Torr.) Torr.
- Bouteloua eriostachya (Swallen) Reeder
- Bouteloua gracilis (Kunth) Lag. ex Griffiths – butelua smukła[5][6]
- Bouteloua griffithsii Columbus
- Bouteloua herrera-arrietae P.M.Peterson & Romasch.
- Bouteloua hirsuta Lag. – butelua kosmata[5][6]
- Bouteloua johnstonii Swallen
- Bouteloua juncea (Desv. ex P.Beauv.) Hitchc.
- Bouteloua karwinskyi (E.Fourn.) Griffiths
- Bouteloua kayi Warnock
- Bouteloua media (E.Fourn.) Gould & Kapadia
- Bouteloua megapotamica (Spreng.) Kuntze
- Bouteloua mexicana (Scribn.) Columbus
- Bouteloua multifida (Griffiths) Columbus
- Bouteloua nervata Swallen
- Bouteloua parryi (E.Fourn.) Griffiths
- Bouteloua pectinata Feath.
- Bouteloua pedicellata Swallen
- Bouteloua polymorpha (E.Fourn.) Columbus
- Bouteloua purpurea Gould & Kapadia
- Bouteloua radicosa (E.Fourn.) Griffiths
- Bouteloua ramosa Scribn. ex Vasey
- Bouteloua reederorum Columbus
- Bouteloua reflexa Swallen
- Bouteloua repens (Kunth) Scribn. & Merr.
- Bouteloua rigidiseta (Steud.) Hitchc.
- Bouteloua scabra (Kunth) Columbus
- Bouteloua scorpioides Lag.
- Bouteloua simplex Lag.
- Bouteloua stolonifera Scribn.
- Bouteloua swallenii Columbus
- Bouteloua triaena (Trin.) Scribn.
- Bouteloua trifida Thurb. ex S.Watson
- Bouteloua uniflora Vasey
- Bouteloua vaneedenii Pilg.
- Bouteloua varia (Swallen) Columbus
- Bouteloua warnockii Gould & Kapadia
- Bouteloua williamsii Swallen